# مدينة مراوي
مدينة مراوي الإسلامية مدينة مسلمة وهي عاصمة إقليم لاناو ديل سور في جزيرة مينداناو في الفلبين، ولهجة شعب مراوي هي «المراناو» الذي سمي باسم بحيرة لاناو، والبحيرة تقع في شواطئ مدينة مراوي.

## الموقع
تقع مدينة مراوي الإسلامية على ضفاف بحيرة لاناو وتقع المنطقة حيث يبدأ نهر أجوس. وتبلغ مساحة الأرض الإجمالي 87.55 كيلومتر مربع.

## لمحة تاريخية
مراوي كان معروفاً باسم دانسالان عندما كانت عاصمة للمقاطعة لاناو غير مقسمة عام 1907-1940. وتعني دانسالان في لهجة المراناو هو مرسى السفن – منفذ الدخول.
وفقاً للراحل الباحث المراناوي المعروف الدكتور/ ماميتوا صابر، حصلت مدينة مراوي ميثاقها في عام 1940. وقد منح الميثاق بتصميم واشتراك كلٌ من بلدية دانسالان القديم ورئيس رابطة الفلبين السيناتور مانويل كويزون، والسيناتور السابق توماس كابيلي.
كان تغيير الاسم الرسمي من دانسالان إلى مراوي عن طريق تعديل ميثاق الكونغرس في عام 1956م برعاية السناتور دوموكاو ألونتو. ويتجسد هذا في قانون الجمهورية الفلبينية رقم 1552 بتاريخ 16 يونيو حزيران 1656م.
واقتراح إعادة تسمية المدينة بـ «مدير مراوي الإسلامية» في القانون رقم 261 في البرلمان «باتاسان بامبانسا» البائد بتقرير لجذب الأموال من الشرق الأوسط.

## البلديات
البرانغايز
وينقسم مدينة مراوي سياسياً في 96 برانغايز
| - أمبولونج - باكولود شيكو بروبير - بانجا - بانجو - بانجولو بوبلاسيون - بانجون - بيابا-داماج - بيتو بوادي إيتوا - بيتو بوادي باربا - بونجا باجالاماتان - بونجا ليلود مادايا - بوجانجا - بوتو أمبولونج - بونجا كادايونان - بوبونج لمباك - بوبونج مراوي - بوبونج بنود - كاباساران - كابينجان - كادايونان - كادايونان 1 - شرق كالوكان - غرب كالوكان - كورماتان ماتامباي - داجدبان - دانسالان - داتو سا دانسالان - داياوان - ديمالنا - دولاي - غرب دولاي - شرق باساك | - إيمي بنود - فورت - جادونجان - بوادي ساكايو (أخضر) - جيمبا (ليلود بروبير) - كاباتاران - كيلالا - ليلود مادايا (بوب) - ليلود سادوك - لوميدونج - لمباكا مادايا (بوب) - لمباكا ماريناوت - لمباكا توروس - ماليمونو - باساك مالتلت - جادونجان مابانتاو - أميتو مارانتاو - شرق ماريناوت - غرب ماريناوت - ماتامفاي - بانتاو (لانجكاف) - ميباجا بروبير - مونكادو كولوني - مونكادو كادينجيلان - مورياتاو لوكساداتو - داتو ناجا - نافارو (داتو صابر) - أولاوا أمبولونج - باجالاماتان جامباي - باجاياوان - بانجاو سادوك - باباندايان |

## وصلات خارجية
- مدينة مراوي في الفيسبوك مدينة مراوي  على فيسبوك.
- خريطة المدينة في جوجل ماب